# 熊十力
熊 十力（ゆう じゅうりき、Xiong Shili、1885年 - 1968年5月23日）は、近現代中国の思想家、学者。新儒家の代表的人物。原名は「継智」だが、「升恒」、「定中」と改名し、後に「十力」と改めた。号は「子真」、「漆園老人」。

## 経歴
1885年(光緒10年)、湖北省黄州府黄岡県で生まれた。父親は郷村の塾教師であった。若くして父母を失い、父の友人であった何檉木の下へ行き、郷塾で学んだ。軍に加入。1911年、内外を震撼させた武昌起義に参加し、湖北督軍府参謀に任じられた。
護法運動失敗から哲学研究へ
1917年に広州へ出て、孫文が推進する「護法運動」に参加したが、その失敗の後は哲学研究に専心することを決意。1920年、南京の支那内学院に入り、欧陽竟無大師について仏教学を研習した。その後、武昌の文華大学、天津の南開中学、北京大学、浙江大学で教鞭を執った。
日中戦争期
日中戦争の勃発後、1937年故郷の黄岡に帰った。翌年四川に移り、抗日戦勝利後まで四川に留まった。この間、楽山復性書院で、宋明理学を講授した。彼は、ある民族が存続するためには、自己の哲学と自己の文化を持つことが不可欠であると考えていた。そのため、精力的に儒家の学説に対する研究を開始。また、『読経示要』などの儒学に関する著作を著し、胡適らの人々の“全盤西化”(全面西欧化)の主張に対して批判を展開した。ただし、聖賢の手になるという経典の中に沈迷することはなく、伝統的な儒学に対して徹底的な反思を加え、なおかつその中に儒家以外の諸子百家の諸説をも呑み込み、儒仏をも融合し、一個の思弁的で緻密な中国化した哲学を独創した。
1944年、その独創的な思想をまとめた『新唯識論』（語体文本）を上梓し、重慶商務印書館より中国哲学会の『中国哲学叢書』甲集・第1部として出版した。本書は彼の最も主要な思想書であり、熊十力の哲学思想体系が完成したものである。彼の思想の変化を端的に表現すれば、文言文本は、なお“新仏家”の学者の所説と評することができ、それに対して、語体文本は“新儒家”の学者の著作とみなすことができる。そのやや後に出版された『十力語要』、『十力語要初続』などの書中においては、熊十力の「新儒家哲学思想」の主要な内容が展開されている。
第二次世界大戦後
解放後、首届全国政治協商会議に参加。その後、全国政協協商会議では、4回届まで連続して委員に選任された。文化大革命が開始すると、1966年に熊十力一家は批判を受けた。紅衛兵の行為に悲憤し、中央に抗議文を送ったり、街頭や公園で「中国文化は滅びた！」等の語を書き残したりした。1968年になると、ついに絶食して抗議。後に減食に戻すが体力が低下し、5月23日、上海の病院で死去した。

## 研究内容・業績
新儒家を代表する人物で、「熊学」とも呼ばれるその思想を研究する研究者は中国国内のみならず海外にも多く、『大英百科全書』の中でも「熊十力と馮友蘭は中国現代哲学の傑出人物である」と紹介されている。
影響
熊十力の三大弟子といわれる牟宗三・唐君毅・徐復観は、熊十力と異なり大陸を逃れ、香港や台湾で活躍した。

## 著作
著書
- 『新唯識論』1932年(文言文本）
- 『原儒』（1956年）
- 『体用論』
- 『明心篇』
- 『仏家名相通釈』
- 『乾坤衍』

日本語訳された著作
- 『新唯識論』熊十力著、吾妻重二訳、関西大学出版部 2004

## 関連文献
- 島田虔次1987『新儒家哲学について：熊十力の哲学』同朋舎[2]
- 中島隆博2007「新儒家と仏教：梁漱溟、熊十力、牟宗三」『思想』1001, 岩波書店